# 에이수스 젠폰 8
에이수스 젠폰 8(Asus ZenFone 8)은 에이수스의 스마트폰 시리즈 에이수스 젠폰의 일부로 설계, 개발, 제조한 안드로이드 기반 스마트폰이다. 2021년 5월 12일에 발표되었다.